# China Mobile
China Mobile Communications Corporation (Cinese: 中国移动通信, Hanyu Pinyin: Zhōngguó Yídòng Tōngxìn) (SEHK: 0941, NYSE: CHL), conosciuta anche come China Mobile o CMCC è il principale operatore telefonico della Repubblica Popolare Cinese e detiene una quota di mercato del 60% circa nel mercato della telefonia mobile.
China Mobile è nata dalla monopolista China Telecom nel 1997, e ora possiede il 67,5% del mercato di telefonia mobile cinese. Possiede anche la compagnia telefonica pakistana Paktel. La sede di China Mobile è ad Hong Kong in Queen's Road. Nell'ottobre 2014, Nokia e China Mobile hanno firmato un accordo quadro da 970 milioni di dollari per la consegna tra il 2014 e il 2015.